# 田浦武雄
田浦 武雄（たうら たけお、1923年1月 - ）は、日本の教育学者。元名古屋柳城短期大学学長。名古屋大学名誉教授。
専門は、教育哲学、ジョン・デューイの哲学思想。

## 略歴
- 東京大学文学部教育学科卒業
- 東京大学大学院文学研究科教育学中退

## 主な著作リスト
- 現代教育入門（福村出版、1995）
- アメリカ教育の文化的構造（名古屋大学出版会、1994）
- 現代教育の原理（名古屋大学出版会、1990）
- 教育学概論（放送大学教育振興会、1990）
- 学校の人間化（明治図書、1985）
- デューイとその時代（玉川大学出版会 、1984）
- 創造性の教育（福村出版、1970）
- 大学の機能（福村出版、1969）
- デューイ研究（福村出版、1968）
- 教育改造の思想（黎明書房、1968）
- 教育的価値論（福村出版、1967）
- 教育入門（誠信書房、1964）

## 栄典
- 2004年4月 瑞宝中綬章受章[1]